# Feuerwehr in Kasachstan

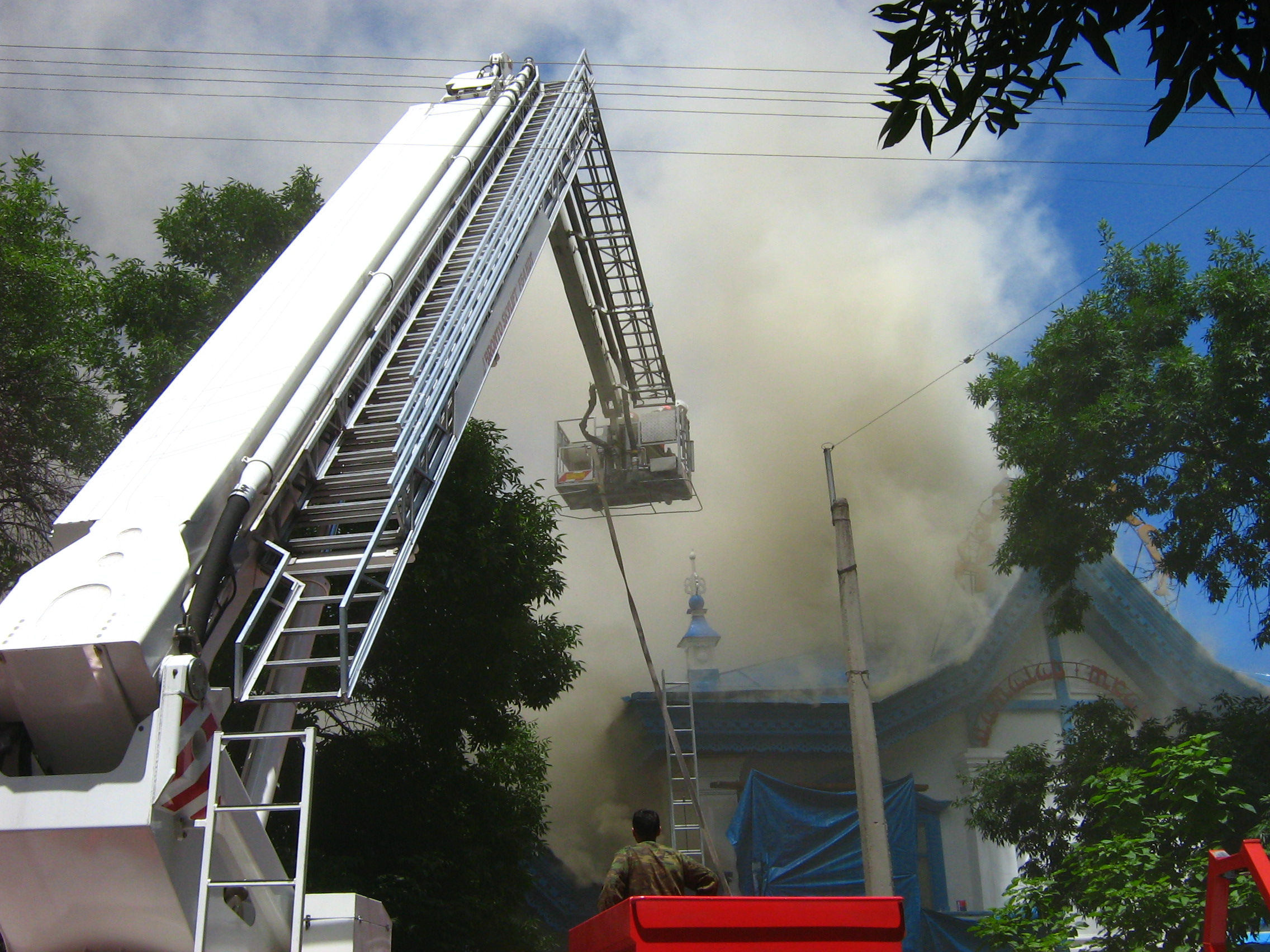
Brandbekämpfung in Almaty 2009

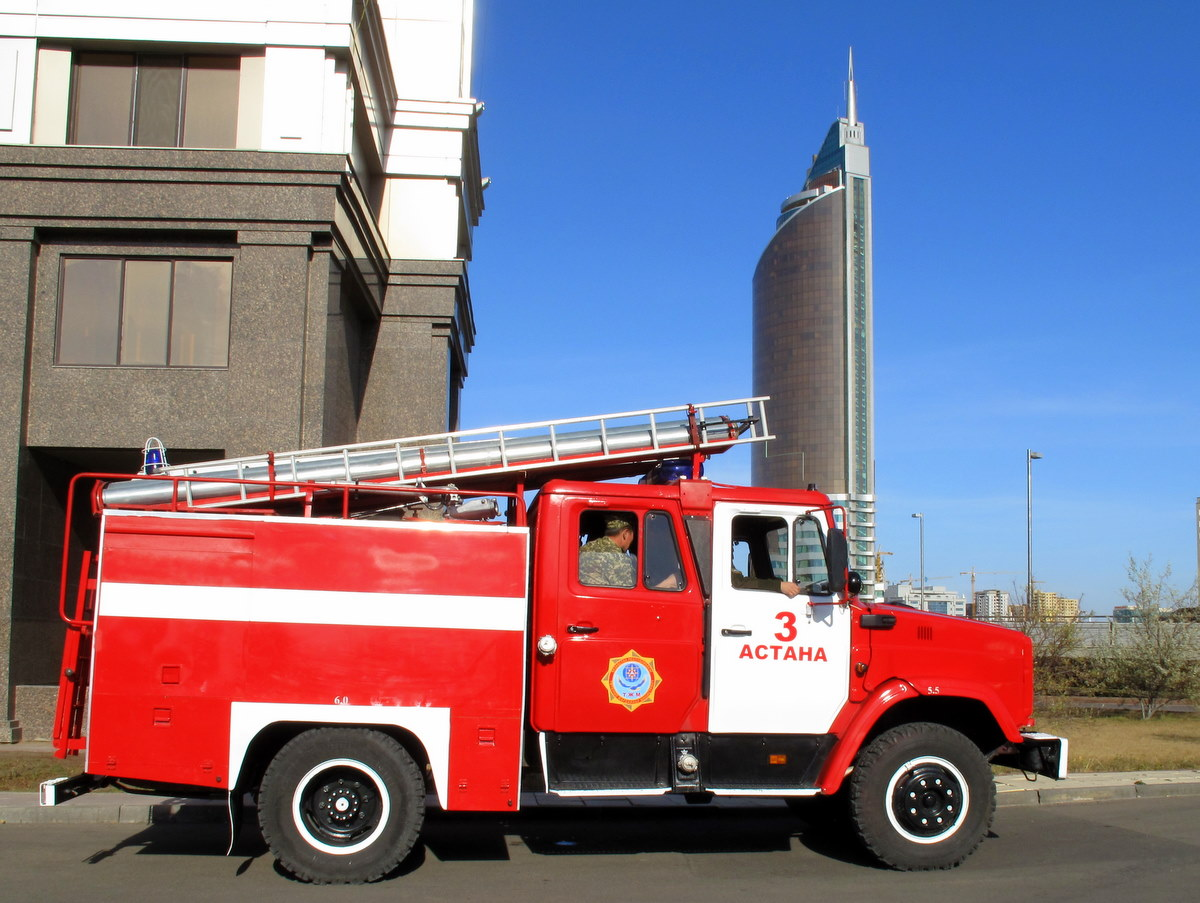
Feuerlöschfahrzeug in Astana 2009

Die Feuerwehr in Kasachstan besteht aus 17.500 Berufsfeuerwehrleuten und 43.000 freiwilligen Feuerwehrleuten.

## Allgemeines
In Kasachstan bestehen 413 Feuerwachen und Feuerwehrhäuser, in denen 3.172 Löschfahrzeuge und 340 Drehleitern bzw. Teleskopmaste für Feuerwehreinsätze bereitstehen. Insgesamt sind 60.500 Personen, davon 17.500 Berufsfeuerwehrleute und 43.000 freiwillige Feuerwehrleute, im Feuerwehrwesen tätig.
Die kasachischen Feuerwehren wurden im Jahr 2019 zu 63.727 Einsätzen alarmiert, dabei waren 13.850 Brände zu löschen. Hierbei wurden 323 Tote bei Bränden von den Feuerwehren geborgen und 978 Verletzte gerettet.

## Außergewöhnliche Brandereignisse
Im Nordosten Kasachstans kam es im September 2010 zu schweren Waldbränden, die mindestens sechs Todesopfer forderten. Einige hundert Häuser sind durch das Feuer zerstört worden. Die Waldbrände hatten sich auch auf russisches Gebiet ausgedehnt. Insgesamt standen in Kasachstan 3300 Hektar Land in Flammen; in Russland breitete sich das Feuer binnen 24 Stunden auf einer Fläche von 6500 Hektar aus. Es kämpften rund 1500 Feuerwehrleute und Helfer gegen eine weitere Ausbreitung der Flammen. Ihr Einsatz wurde durch starke Winde erschwert.
In einem Munitionslager im südkasachischen Gebiet Schambyl im August 2021 waren bei Explosionen 13 Menschen ums Leben gekommen und rund 100 Personen verletzt worden. Es soll sich dabei ausschließlich um Militärangehörige und Mitarbeiter des Rettungsdienstes gehandelt haben. In dem Munitionsdepot waren mehr als 500 Tonnen Sprengstoff gelagert. Splitter waren bis zu zwei Kilometer weit geflogen. Mehr als 1000 Menschen in der Umgebung mussten vorübergehend ihre Häuser verlassen. Hunderte Rettungskräfte, Feuerwehrleute und Soldaten waren an Ort und Stelle.

## Feuerwehrorganisation
Die nationale Feuerwehrorganisation im Ministerium für Notsituationen Министерство по чрезвычайным ситуациям Республики Казахстан repräsentiert die kasachischen Feuerwehren mit ihren über 60.500 Feuerwehrangehörigen.